# Новий прискорювач
«Новий прискорювач» (англ. The New Accelerator) — науково-фантастичне оповідання англійського письменника Герберта Веллса. Видане у 1901 році.

## Сюжет
Професор Ґібберн, відомий створенням препаратів-стимуляторів, розповідає оповідачеві про свій новий задум — препарат, здатний пришвидшити всі процесу організму в кілька разів. Щоправда, компенсується такий ефект потребою в кілька разів частіше їсти. Також, як передбачає професор, це швидше зістарить організм. Попри те, він упевнений, що користь від прискореного мислення чи роботи очевидно переважає шкоду.
Згодом Ґібберн зустрічає оповідача, радісно повідомляючи, що препарат створений. Професор вже випробував його на собі та заохочує оповідача спробувати також. Через дві хвилини оповідач починає сприймати світ сповільнено: події, що тривають секунди, здаються йому розтягненими на години. Наприклад, випущена склянка, з його точки зору, не падає, в зависає в повітрі. Разом з професором він вирушає на прогулянку застиглим містом.
Оскільки обоє прискорені, то вони рухаються так швидко, що інші їх не помічають. Ґібберн не встоює проти спокуси помститися своїй сусідці, викинувши її набридливу собачку. В цю мить оповідач усвідомлює, що через прискорений рух обоє чоловіків дуже нагріваються від тертя об повітря. Дія препарату минає і чоловіки раптово виникають серед натовпу в обгорілому одязі. Але всіх відволікає поява викиненої собачки, чим оповідач і професор негайно користуються, щоб утекти.
Професор продовжує вдосконалення «прискорювача» та винаходить протилежний за ефектом «сповільнювач». Оповідач випробовує препарат і заявляє, що саме під його дією написав це оповідання. Він розуміє, що надходження «прискорювача» у продаж відкриє простір для різних зловживань, але впевнений, що це справа законодавців, а не науковців.